# Rochester (New York, Ulster megye)
Rochester város az USA New York államában.  Ulster megyében. Lakosainak száma 7272 fő (2020. április 1.).

## Népesség
A település népességének változása:

| 2010 | 7 313 |
| 2020 | 7 272 |